# Renault
Renault S.A. és un fabricant d'automòbils francès. Fundada pels germans Louis, Marcel i Fernand Renault l'any 1898, l'empresa va tenir un paper essencial durant la Primera Guerra Mundial (activitats d'armament, producció de motors d'avions, tanc Renault FT).
L'empresa va ser nacionalitzada (1945) al final de la Segona Guerra Mundial, acusada de col·laboració amb l'ocupant alemany, i es convertí en la Régie Nationale des Usines Renault. “Aparador social” de França, es va privatitzar durant la dècada de 1990. Va utilitzar l'automobilisme per promocionar els seus productes i es va diversificar en molts sectors. La seva història està marcada per nombrosos conflictes laborals però també per grans avenços socials que han marcat la història de les relacions socials a França (per exemple, els acords de 1955 instituint entre d'altres la 3a setmana de permís retribuït, 1962 amb la 4a setmana de vacances retribuïdes, o l'"Acord de vida" de 1989). El grup Renault té 38 fàbriques arreu del món.
Està vinculat als fabricants japonesos Nissan des de 1999 i Mitsubishi des de 2017, a través de l'aliança Renault-Nissan-Mitsubishi que, en el primer semestre de 2017, va ser el primer fabricant d'automòbils del món. El grup Renault té fàbriques i filials a tot el món.
El 2014, Renault va vendre 2,71 milions d'unitats, un 3,2% més que el 2013 15, especialment a Europa: Renault (+ 9,4%) i Dacia (+ 24,2%). El Renault Zoe és el segon cotxe elèctric més venut a Europa.
L'any 2013, Renault ocupava la primera posició amb les emissions de CO2 més baixes d'Europa 16. El 2017, però, les proves realitzades a Europa van situar Renault entre els dos fabricants amb més vehicles amb emissions d'òxids de nitrogen perillosos per a la salut.
El 2016, Renault va aconseguir un any rècord en vendes, amb un total de 3,18 milions de vehicles venuts a tot el món sota les marques Renault, Dacia i Renault Samsung Motors.

## Història

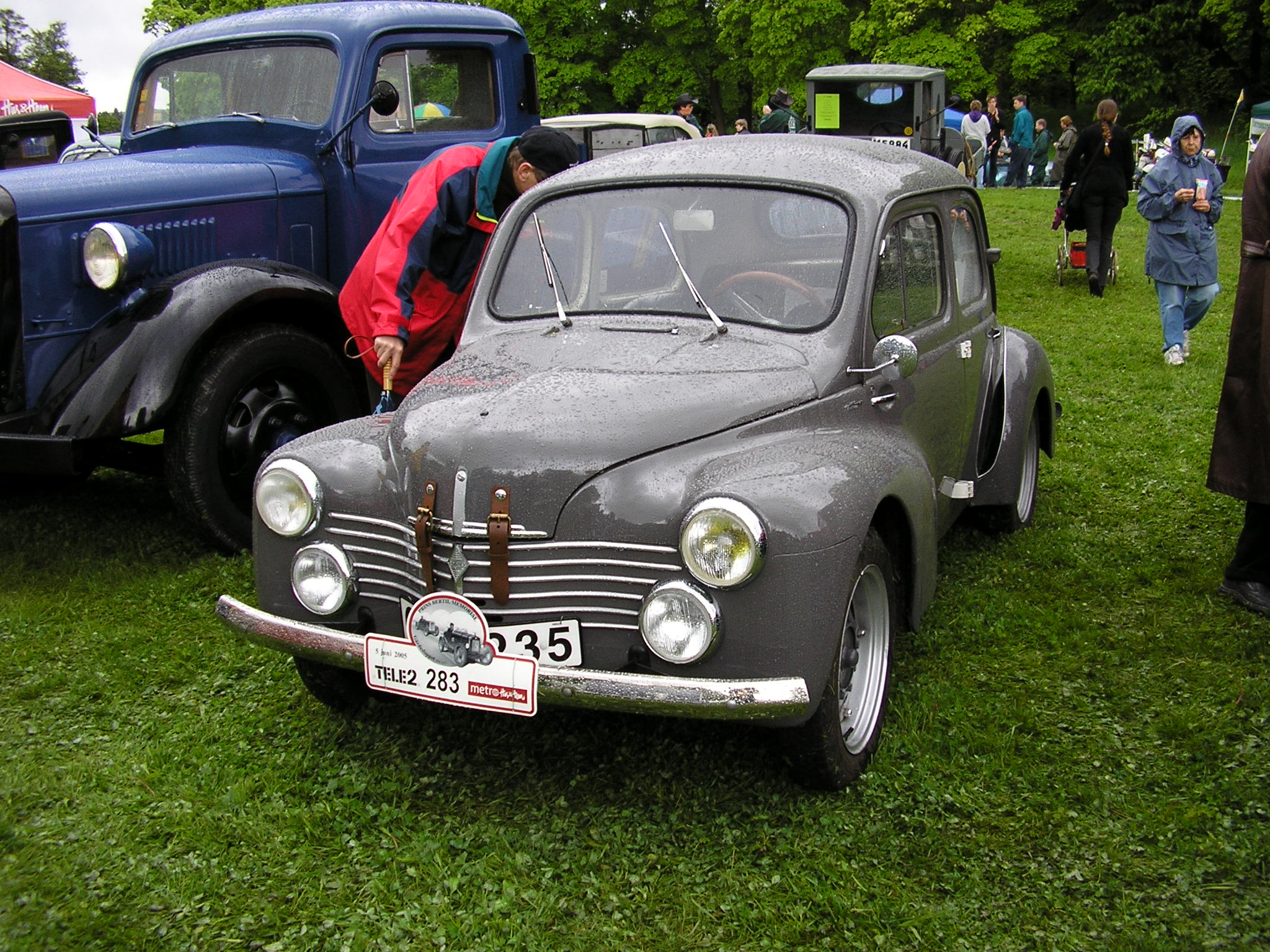
Renault 4 CV

La corporació Renault es va fundar l'any 1898 com a Société Renault Frères per Louis Renault (1877-1944) i els seus germans Marcel i Fernand.
Louis era un jove i brillant aspirant a enginyer que ja havia dissenyat i fabricat força vehicles abans d'agrupar-se amb els seus germans. Louis i els seus germans van poder perfeccionar les seves habilitats pels negocis quan van treballar a l'empresa tèxtil del seu pare: Louis controlava la producció, Marcel i Fernand gestionaven la companyia. Els germans immediatament van reconèixer el potencial publicitari pels seus vehicles, en participar en les competicions automobilístiques. La companyia es va fer conèixer ràpidament aconseguint un èxit instantani a la primera de les curses interurbanes de França, el que va contribuir a una ràpida expansió.
Tant Louis com Marcel Renault van competir amb vehicles de la companyia, però Marcel va morir en un accident durant la cursa de París a Madrid del 1903.
Encara que Louis Renault no va participar mai més en una cursa, la seva companyia va continuar implicant-se en aquest tipus d'esdeveniments, incloent-hi el seu Renault AK 90CV, que va guanyar el primer Grand Prix d'automobilisme el 1906. Louis va agafar el control total de l'empresa –ja que era l'únic germà que quedava– quan Fernand es va retirar per raons de salut.
La reputació de Renault per la innovació va ser forjada des de ben aviat – el 1902 Renault va llençar al mercat el primer sedan, i també la patent del primer turbocompressor. A la mateixa època, els cotxes eren un objecte de luxe i el preu dels Renault més petits, d'uns 3000 francs, reflectia aquest fet; es tractava d'una quantitat de diners que un treballador normal trigaria uns deu anys a aconseguir.
A més de cotxes, Renault manufacturava taxis, autobusos i vehicles comercials als anys anteriors a la primera Guerra Mundial i, durant la guerra (1914-1918) va expandir el seu negoci a la munició, els avions militars i vehicles com el revolucionari tanc Renault FT-17. Va esdevenir l'empresa líder en la manufactura de motors d'avió. L'èxit dels dissenys militars de la companyia van ser tals que va ser honorada pels aliats per les contribucions a la victòria aliada. Al final de la guerra, Renault era la primera companyia industrial a França.
Al període d'entreguerres del segle xx, Louis Renault va ampliar l'enfocament de la seva companyia, en produir maquinària industrial i agrícola. Tot i així, a Renault li costava competir amb el cada cop més popular, petit i accessible «cotxe de la gent» de Volkswagen i Fiat, mentre que els problemes a la borsa afectaven adversament el creixement de la companyia.

### Post-Guerra
Durant la Segona Guerra Mundial, les fàbriques de Louis Renault van treballar per l'Alemanya Nazi i per això fou arrestat en l'alliberament de França el 1944 i va morir a la presó abans de poder preparar la seva defensa. Una autòpsia va provar que el seu coll havia estat trencat, el que va suggerir que es tractava d'un assassinat. L'1 de gener de 1945, per decret de De Gaulle, l'empresa va ser expropiada pòstumament a Louis Renault i el 16 de gener de 1945 es va nacionalitzar formalment com Régie Nationale des Usines Renault sota la direcció de Pierre Lefaucheux. Durant la guerra Louis Renault va desenvolupar en secret el motor posterior per al Renault 4CV, que es va llançar el 1946 i es va mantenir en producció fins al 1961. El seu model insígnia, el Renault Frégate de 2 litres i 4 cilindres es va presentar el 1951 i el va seguir el Renault Dauphine, que es va vendre bé a l'estranger, inclosos Àfrica i Amèrica del Nord. Tanmateix, es va quedar obsolet amb força rapidesa en comparació amb Chevrolet Corvair. Altres cotxes llançats durant aquest període inclouen el Renault 4, del qual competia amb el Citroen 2CV, i el Renault 10 i el Renault 16, més exclusiu llançat el 1966.

### Època moderna (1972–1980)

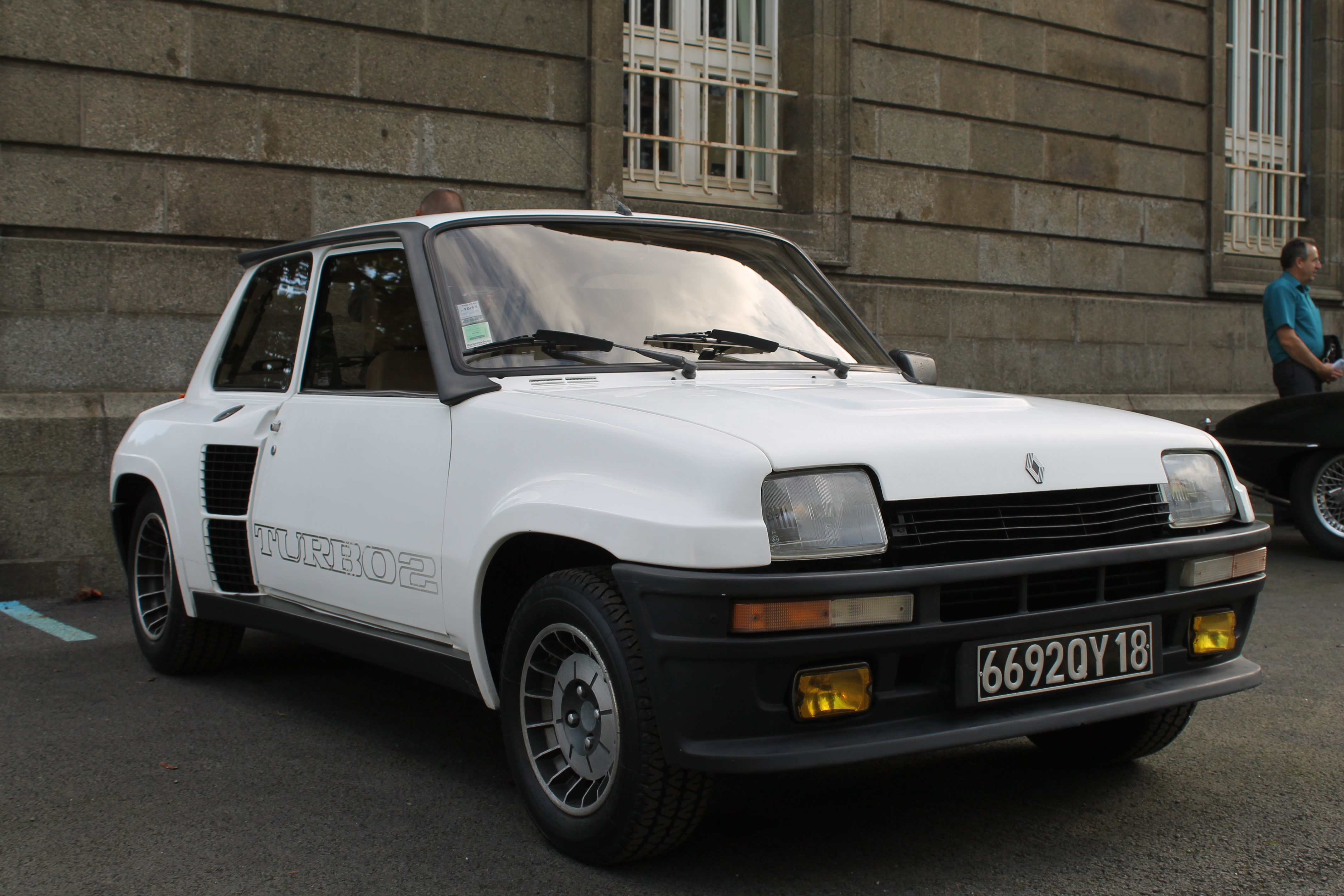
Renault 5 Turbo

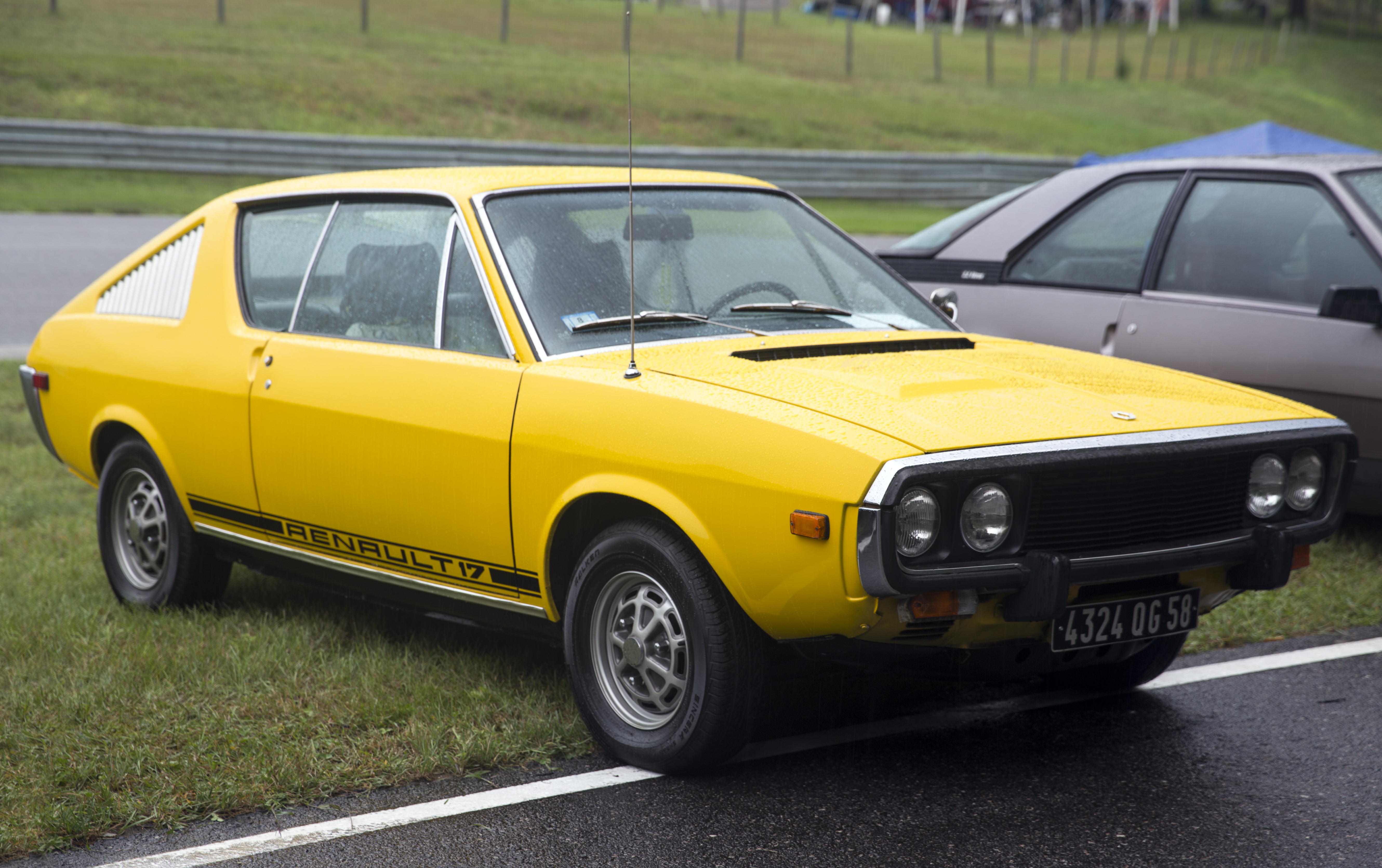
Renault 17 coupé TS de 1972

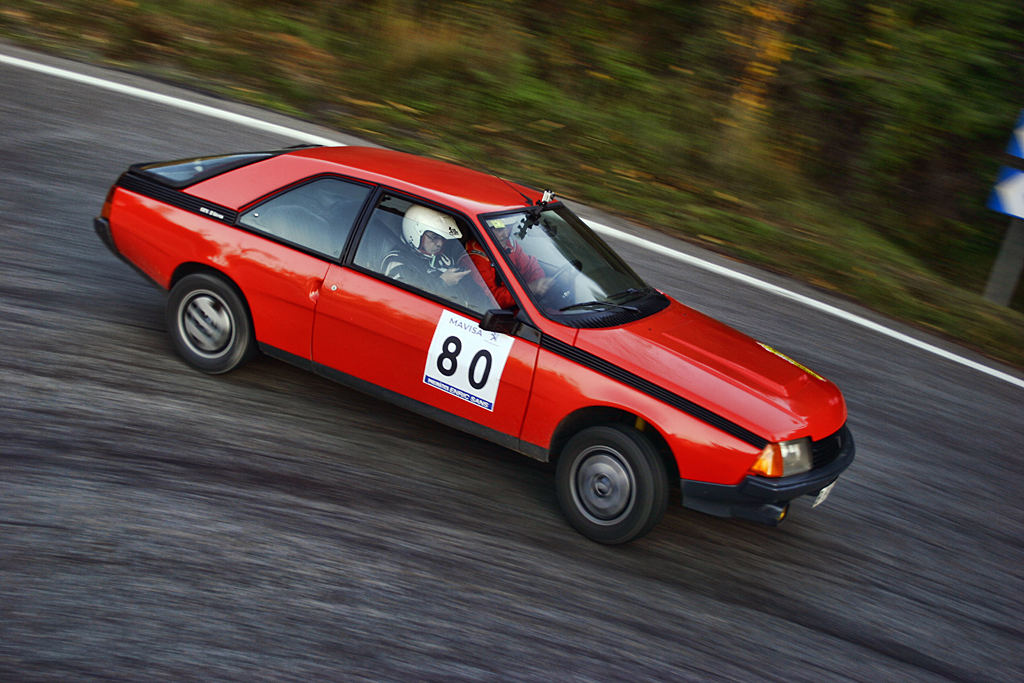
El Renault Fuego va guanyar 8 campionats consecutius al TC 2000 d'Argentina entre 1986 i 1993.

El model Renault 5 compacte i econòmic de la companyia, llançat el gener de 1972, va ser un altre èxit, anticipant-se a la crisi energètica de 1973. Durant la dècada de 1970, els R4, R5, R6, R12, R15, R16 i R17 van mantenir la producció de Renault amb nous models com el Renault 18 i Renault 20.
Durant la meitat dels anys setanta, l'empresa ja àmplia es va diversificar en més indústries i va continuar expandint-se globalment, inclosa el Sud-est asiàtic. La crisi energètica va portar Renault a intentar novament atacar el mercat nord-americà. Malgrat l'èxit del Dauphine als Estats Units a finals de la dècada de 1950 i un projecte de muntatge fracassat a Saint-Bruno-de-Montarville, Quebec (1964–72), Renault va començar a desaparèixer d'Amèrica del Nord a finals de la dècada.
Renault va adquirir una participació de control d'Automobiles Alpine el 1973, i al llarg de les dècades, Renault va desenvolupar una associació de col·laboració amb Rambler de Nash Motors i el seu successor American Motors Corporation (AMC). Des de 1962 fins a 1967, Renault va muntar els jocs de peces totalment desmuntats (CKD) dels sedans Rambler Classic a la seva fàbrica de Bèlgica. Renault no tenia cotxes grans o de luxe a la seva línia de productes i el "Rambler Renault" es va posicionar com una alternativa als cotxes Mercedes-Benz "Fintail". Més tard, Renault va continuar fabricant i venent un híbrid entre el Rambler American i el Rambler Classic d'AMC anomenat Renault Torino a l'Argentina (venut a través d'IKA-Renault). Renault es va associar amb AMC en altres projectes, com ara un motor de concepte rotatiu a finals dels anys 60.
A finals dels anys 1960 i 1970, la companyia va establir filials a Europa de l'Est, sobretot Dacia a Romania i Amèrica del Sud (moltes de les quals romanen actiu) i va forjar acords de cooperació tecnològica amb Volvo i Peugeot, (per exemple, per al desenvolupament del V6 PRV, que es va utilitzar a Renault 30, Peugeot 604 i Volvo 260 a finals de la dècada de 1970).
A mitjans dels anys 60, Renault Australia es va instal·lar a Melbourne. L'empresa va produir i muntar models inclosos els R8, R10, R12, R16, esportius R15, R17 coupés, R18 i R20. La unitat va tancar el 1981 i la fàbrica va tancar amb LNC Industries que es va fer càrrec de la importació i distribució de Renaults a Austràlia.
Quan Peugeot va adquirir Citroën i va formar PSA, la col·laboració del grup amb Renault es va reduir, tot i que es van mantenir els projectes de producció conjunta establerts. Abans de la fusió amb Peugeot, Citroën va vendre a Renault el fabricant de camions i autobusos Berliet el desembre de 1974, fusionant-lo amb la seva filial Saviem el 1978 per crear Renault Véhicules Industriels, que es va convertir en l'únic fabricant francès de vehicles comercials pesants. El 1976, Renault va reorganitzar l'empresa en quatre àrees de negoci: automòbils (per a automòbils i vehicles comercials lleugers o vehicles utilitaris), finances i serveis, vehicles comercials (autocars i camions de més de 2,5 tones GVW), i operacions menors sota una divisió d'empreses industrials (maquinària agrícola, plàstics, foneria, etc.). El 1980, Renault va produir 2.053.677 cotxes i vehicles utilitaris. Els cotxes de l'època eren els Renault 4, 5, 6, 7, 12, 14, 16, 18, 20 i 30; els LCV eren els 4, 5 i 12 Société i l'Estafette. La companyia va afegir 54.086 autobusos/autocars i camions.
A l'Amèrica del Nord, Renault es va associar amb American Motors Corporation (AMC), prestant capital operatiu d'AMC i comprant una participació minoritària del 22,5% de l'empresa a finals de 1979. El primer model Renault venut a través dels concessionaris d'AMC va ser l'R5, rebatejat Renault. El Carro. El Jeep va mantenir AMC a flotació fins que es poguessin llançar nous productes, especialment el XJ Cherokee. Quan el fons va caure del mercat de camions 4×4 a principis de 1980, AMC va estar en perill de fallida. Per protegir la seva inversió, Renault va rescatar AMC amb efectiu, al preu d'una participació del 47,5%. Renault va substituir alguns executius d'AMC, i Jose J. Dedeurwaerder de Renault es va convertir en president d'AMC.
L'associació va donar lloc a la comercialització de vehicles Jeep a Europa. El Jeep XJ Cherokee pot haver estat un projecte conjunt AMC/Renault, ja que alguns esbossos primerencs de la sèrie XJ es van fer en col·laboració per Renault i AMC. enginyers (AMC va insistir que el XJ Cherokee va ser dissenyat pel personal d'AMC; tot i que un antic enginyer de Renault va dissenyar la suspensió davantera Quadra-Link per a la sèrie XJ). El Jeep també va utilitzar rodes i seients de Renault. Part de l'estratègia global d'AMC era estalviar costos de fabricació utilitzant les peces i l'experiència en enginyeria de Renault quan fos pràctic. Això va conduir a la millora del venerable AMC sis en línia: un sistema electrònic d'injecció de combustible de port basat en Renault/Bendix (normalment anomenat Renix) el va transformar en un motor modern i competitiu amb un salt de 110 a 177 CV (de 82 a 132 kW) amb menys cilindrada (de 4,2 a 4,0 litres). El concepte XJC Cherokee, que va ser concebut l'any 1983 com a successor de la sèrie XJ, també va ser una col·laboració conjunta amb els enginyers d'AMC i Renault fins que el disseny va ser heretat per la Chrysler Corporation a finals de 1987 després que Renault desincés AMC, que va debutar el 1989 com el Jeep Concept 1 (evolucionant cap al Jeep Grand Cherokee l'abril de 1992).
L'esforç de màrqueting de Renault-AMC en cotxes de passatgers no va tenir èxit en comparació amb la popularitat dels vehicles Jeep. Això va ser perquè, quan la gamma Renault estava a punt, la segona crisi energètica s'havia acabat, s'emportà gran part del desig de cotxes econòmics i compactes. Una excepció va ser la Renault Alliance (una versió americanitzada del Renault 9), que va debutar per a l'any model 1983. Muntat a la planta de Kenosha, Wisconsin d'AMC, Alliance va rebre el premi nacional Car of the Year el 1983 de Motor Trend. El 72% de contingut nord-americà de Alliance li va permetre qualificar-se com a vehicle nacional, convertint-lo en el primer cotxe amb una placa estrangera a guanyar el premi. (l'any 2000, Motor Trend va eliminar els premis separats per als vehicles nacionals i importats.) Un efecte secundari sorprenent de l'enllaç AMC va ser que Renault va sentir els efectes del Boicot de la Lliga Àrab d'empreses que fan negocis amb Israel, ja que AMC hi va construir Jeeps sota llicència. Com a resultat, els plans per vendre el Renault 9 a l'Orient Mitjà es van suspendre.
Les presentacions als EUA durant la dècada de 1980 incloïen el Renault Alliance GTA i el GTA convertible, un descapotable automàtic amb motor de 2.0 L, gran per a un cotxe de la seva classe i el coupé Renault Fuego. L'Aliança va ser seguida pel Encore (versió nord-americana del Renault 11), un hatchback basat en l'Aliança. El 1982, Renault es va convertir en el segon fabricant europeu d'automòbils a construir cotxes als EUA, després de Volkswagen. Tanmateix, l'estil suau i la mala qualitat del producte van resultar insuperables.
Finalment, Renault va vendre AMC a Chrysler el 1987 després de l'assassinat del president de Renault, Georges Besse per Action directe. El Renault Medallion (Renault 21 a Europa) sedan i combi es va vendre des de 1987 fins a 1989 a través dels concessionaris de Jeep-Eagle. Jeep-Eagle va ser la divisió que Chrysler va crear a partir de l'antic AMC. Les importacions de Renault van acabar després de 1989. Un sedan de 4 portes full-size completament nou, l'Eagle Premier, es va desenvolupar durant l'associació entre AMC i Renault. El disseny Premier, així com les seves instal·lacions de fabricació d'última generació a Bramalea, Ontario, Canadà, van ser el punt de partida per a les elegants LH sedans com el Eagle Vision i Chrysler 300M.
A principis de 1979, com a part dels seus intents d'expandir-se al mercat nord-americà, Renault va comprar una participació del 20% al fabricant de camions Mack. L'objectiu d'aquesta operació era aprofitar l'extensa xarxa de concessionaris de l'empresa per distribuir camions lleugers. El 1983, Renault va augmentar la seva participació a Mack fins al 44,6%. El 1987, va transferir la propietat d'una participació del 42% a Renault Véhicules Industriels.
A finals dels 70 i principis dels 80, Renault va augmentar la seva participació en l'automobilisme, amb nous invents com els turbocompressors als seus cotxes de Fórmula 1. El cap de motors de Renault, Georges Douin, va orquestrar la instal·lació de motors turboalimentats a gran part de la gamma Renault a partir de l'any 1980. El 10% de tots els cotxes turboalimentats europeus el 1984 eren Renault. Els dissenys de cotxes de carretera de la companyia també van ser revolucionaris en altres aspectes: el Renault Espace va ser un dels primers minivans i es mantindria com el monovolum més conegut d'Europa durant les dues dècades següents. El Renault 5 de segona generació, el Renault 9 guanyador del Cotxe de l'Any europeu, i el Renault més luxós fins ara, el 25 aerodinàmic, es van llançar tots a principis dels anys vuitanta. Al mateix temps, la mala qualitat del producte va danyar la marca. El desafortunat Renault 14 pot haver estat la culminació d'aquests problemes a principis dels anys vuitanta.

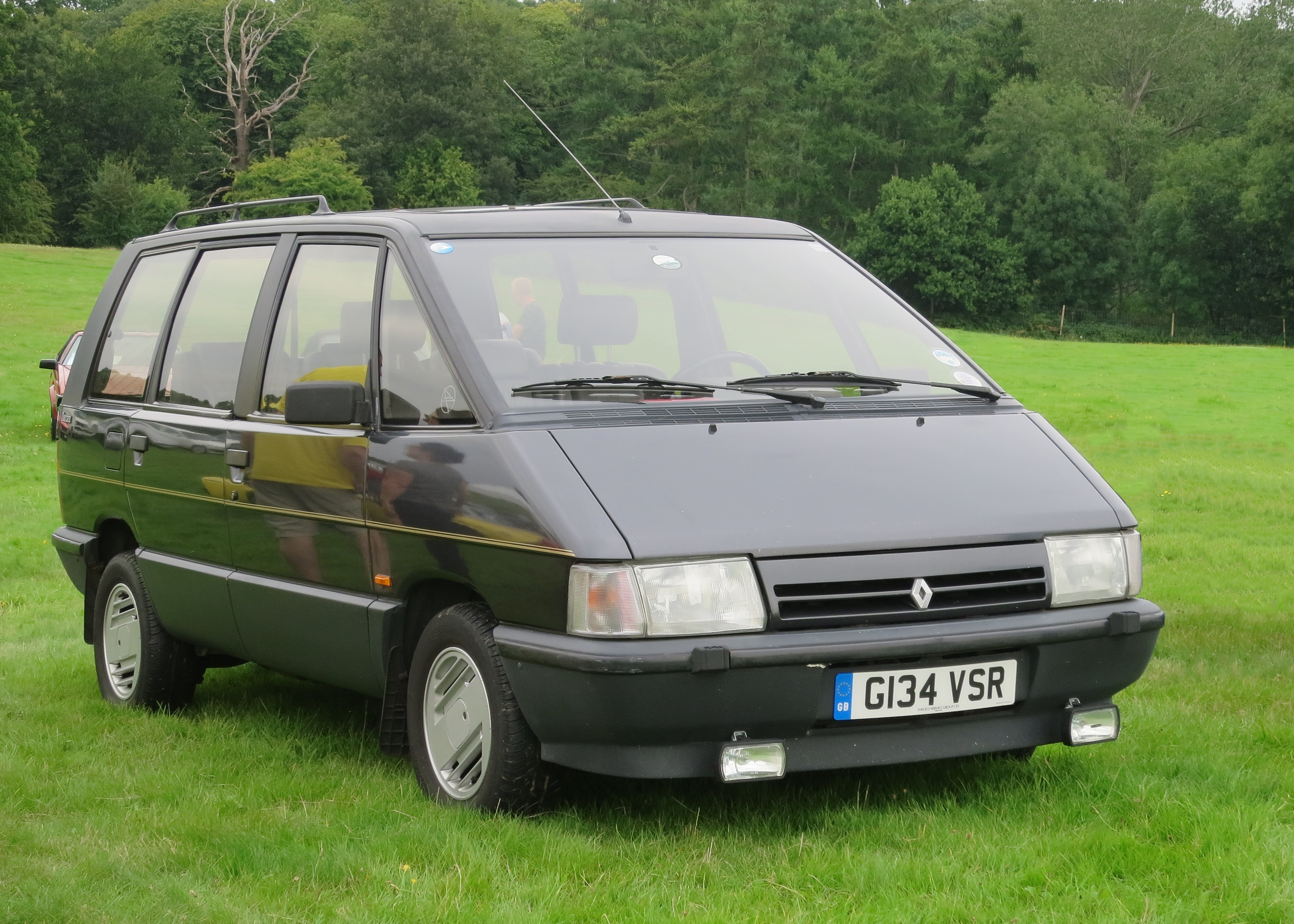
Renault Espace de 1985, el primer vehicle polivalent europeu

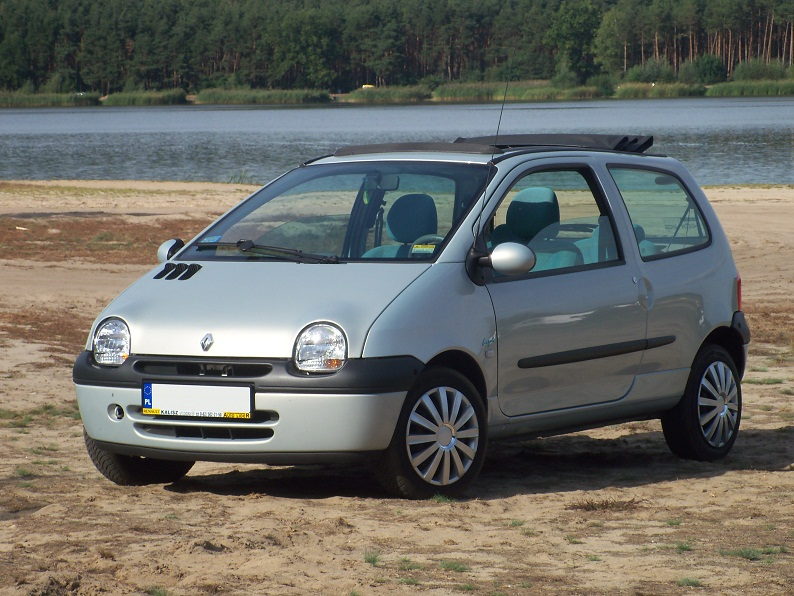
Renault Twingo va popularitzar el cotxe urbà a Europa a partir de 1992. Sis anys més tard, la majoria dels seus rivals van començar a entrar al mercat dels cotxes urbans.

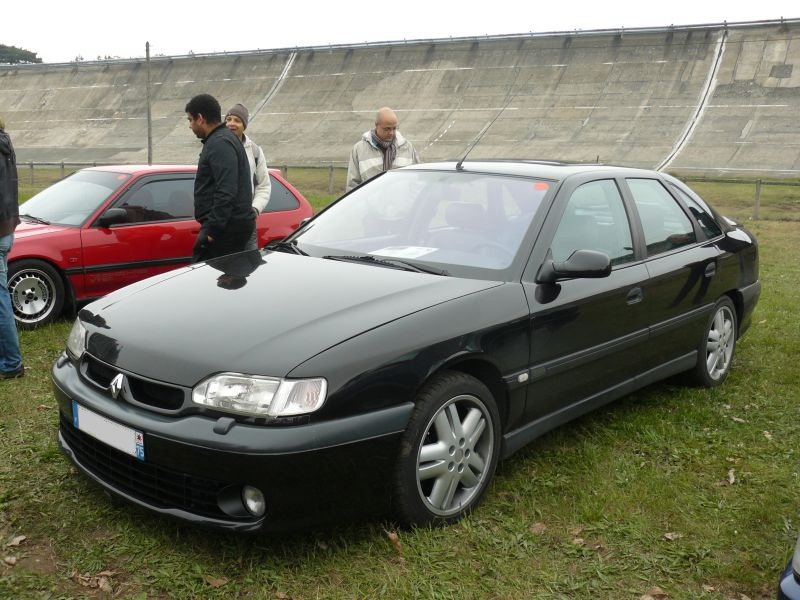
Renault Safrane Biturbo

## Vehicles industrials
A més de cotxes, Renault també ha estat un productor important d'altres tipus de vehicles a través de les seves filials. Fins a principis del segle xxi va fabricar camions, autobusos i maquinària agrícola, i en èpoques anteriors també havia fabricat vehicles militars, material ferroviari i motors d'avions.